# Československá basketbalová liga žen 1953/1954
Československá basketbalová liga žen 1953/1954 (Přebor republiky) byla nejvyšší ligovou basketbalovou soutěží žen v Československu. Počet družstev byl 8. Titul mistra Československa získal tým Slovan Orbis Praha, na druhém místě se umístil klub Tatran Žabovřesky Brno a na třetím Slavia Pedagog Praha.
- Slovan Orbis Praha (trenér Svatopluk Mrázek) v sezónách 1953/54 až 1966/67 získal devět titulů mistra Československa a čtyři druhá místa. První získaný titul mistra byl v roce 1954 a první druhé místo v roce 1955. Základem družstva byly hráčky Dagmar Hubálková, Jaroslava Dubská-Čechová, Zdeňka Kočandrlová-Moutelíková, Eva Křížová (Škutinová-Dobiášová), Stanislava Theissigová-Hubálková, Hana Myslilová-Havlíková, které si významně podílely na reprezentaci Československa.

Konečné pořadí ligy 

1. Slovan Orbis Praha (mistr Československa 1954) - 2. Tatran Žabovřesky Brno - 3. Slavia Pedagog Praha - 4. Spartak Praha Sokolovo - 5. Slovan ÚNV Bratislava - 6. Slovan Ostrava - 7. Dynamo Hradec Králové - 8. Slavia Bratislava

## Systém soutěže
- Všechna družstva hrála dvoukolově každý s každým (doma - venku), každé družstvo 14 zápasů.

| Poř. | Tým                    | Z  | V  | P  | Skóre     | Body |
| ---- | ---------------------- | -- | -- | -- | --------- | ---- |
| 1.   | Slovan Orbis Praha     | 18 | 17 | 1  | 1285:985  | 17   |
| 2.   | Tatran Žabovřesky      | 18 | 14 | 4  | 1326:1094 | 14   |
| 3.   | Slavia Pedagog Praha   | 18 | 14 | 4  | 1231:1046 | 14   |
| 4.   | Spartak Praha Sokolovo | 18 | 11 | 7  | 1212:1178 | 11   |
| 5.   | Slovan ÚNV Bratislava  | 18 | 8  | 10 | 1087:1081 | 8    |
| 6.   | Slovan Ostrava         | 18 | 7  | 11 | 1231:127S | 7    |
| 7.   | Dynamo Hradec Králové  | 18 | 7  | 11 | 1033:1155 | 7    |
| 8.   | Slavia Bratislava      | 18 | 6  | 12 | 1091:1323 | 6    |

## Sestavy (hráčky, trenéři) 1953/1954, 1954/1955
- Slovan Orbis Praha: Dagmar Hubálková, Jaroslava Dubská-Čechová, Zdeňka Kočandrlová-Moutelíková, Eva Křížová (Škutinová-Dobiášová), Stanislava Theissigová-Hubálková, Hana Myslilová-Havlíková, Eva Hegerová-Šuckrdlová, Klímová, Hrníčková. Trenér Svatopluk Mrázek
- Slavia Pedagog Praha: Hana Kopáčková-Ezrová, Helena Adamírová-Mázlová, Jiřina Štěpánová, Miroslava Kasová, Zívrová, Věra Hájková-Pátková, A.Kolomínová-Kasová, Zdena Dobrá-Vágnerová, Rúčková, Černá, Holubová, Červenková, Emlerová, Šebestová. Trenér Jiří Adamíra
- Spartak Praha Sokolovo: Milena Vecková-Blahoutová, Olga Fikotová, Zdeňka Ladová-Kopanicová, Ludmila Ordnungová-Lundáková, Lodrová-Janďourková, Mlynářová, Sláviková, Tonarová, Ramešová, Havlová, Fejfarová, Knapová, Suchopárová, Neradová, Svozilová. Trenéři Josef Ezr (1954), Miloslav Kříž (1955)
- Slavia Praha ITVS: Jarmila Šulcová-Trojková, Julie Koukalová, Zdena Dobrá-Vágnerová, Lautererová, Černá, Petříková, Novotná, Vostřelová, Bednářová, Frančíková, Šípová. Trenér Lubomír Dobrý
- Tatran Žabovřesky(1954): Miroslava Štaudová-Tomášková, Věra Horáková-Grubrová, Jaroslava Mohelská, Olga Bártová, Jiřina Holešovská, Miluše Helanová-Šandová, Dohnalová, Síblová, Jízdná. Trenér Jiří Štaud
- Slavia Brno (1955): Miroslava Štaudová-Tomášková, Věra Horáková-Grubrová, Jaroslava Súkaná-Mohelská, Olga Bártová, Jiřina Holešovská, Miluše Helanová-Šandová, Věra Linkeová-Neubauerová, Cihlářová, Kratochvílová, Zezulová. Trenér Jiří Štaud
- Spartak ZJŠ Brno: Miluše Helanová-Šandová, Chlubnová, Věra Linkeová-Neubauerová, Cihlářová, Pokorná, Mičánková, Bártlová, Rumlová, Sklenářová, Mrázová, Peterová. Trenér Př. Petera
- Slovan Ostrava, Tatran Ostrava: Böhmová-Vejsová, Horká, Knížková, Malíková, Peyrková, Měrková, Mašlonková, Chalupová, Zábranská, Poskerová, Jeništová, Bechná. Trenéři Jaroslav Souček, V. Kroutilík
- Dynamo Hradec Králové: Michálková-Pulkertová, Mikšovská-Marešová, Dergelová, Vebrová, Bramborová-Smorádková, Brandtová, Kudrnáčová, Cidlíková, Mokrá, Sadovská-Zámostná, Pultárová-Polívková, Opicová-Špačková. Trenér Jiří Novák
- Slovan ÚNV Bratislava: Olga Blechová-Bártová, Hana Veselá-Boďová, Zlatica Mílová, Barošová, Sucháňová, Smetanová, Dubovská, Meszárošová, Davidová, Valášková-Králiková, Kolačkovská, Loucká, Príkazská. Trenér Kurt Uberal
- Slavia Bratislava: Cagáňová, Mrázová, Konečná, Štefanova, Lacknerová, Štubňová, Príkazská, Čierna, Galbová, Dubecká, Dérerová, Lebiedziková, Ocelíková, Šolcová, Čechvalová-Svobodová, Forbaková, Vohrnová, Mistríková. Trenér O. Veselý
- Sokol Říčany Praha: Věra Svobodová-Vaigentová, Kohoutková, Houšková, Studničková, Keprtová, Hejrová, Havelková, Šíková, Králová, Nováková, Šustová, Ryšánková. Trenér Zbyněk Kubín

## Zajímavosti
- Mistrovství Evropy v basketbale žen 1954 se konalo v Jugoslávii (Bělehrad) v červnu 1954 za účasti 10 družstev. Mistrem Evropy byl Sovětský svaz, Československo na 2. místě, Bulharsko na 3. místě, Maďarsko na 4. místě. Československo na ME 1954 hrálo v sestavě: Milena Vecková-Blahoutová, Eva Křížová (Škutinová-Dobiášová), Jaroslava Dubská-Čechová, Věra Horáková-Grubrová, Dagmar Hubálková, Stanislava Theissigová-Hubálková, Hana Kopáčková-Ezrová, Helena Adamírová-Mázlová, Zdeňka Kočandrlová-Moutelíková, Olga Bártová, Hana Myslilová-Havlíková, Jiřina Štěpánová, Julie Koukalová, Olga Fikotová, Jaroslava Mohelská, celkem 442 bodů v 7 zápasech (5 vítězství, 2 porážky). Trenér Svatopluk Mrázek